# Pycnobotrya nitida
Pycnobotrya nitida är en oleanderväxtart som beskrevs av George Bentham. Pycnobotrya nitida ingår i släktet Pycnobotrya och familjen oleanderväxter. Inga underarter finns listade i Catalogue of Life.